# Antoine-Frédéric Larguier des Bancels
Antoine-Frédéric Larguier des Bancels (* 12. April 1769 in Saint-Germain-de-Calberte; † 5. April 1800 auf See, während der Rückreise von der Ile de France) war ein französischer Kaufmann, Reeder und Sklavenhändler.

## Leben
Antoine-Frédéric Larguier des Bancels war der Sohn des Kaufmanns und Plantagenbesitzers Pierre-Frédéric Larguier des Bancels und dessen Ehefrau Adrienne Sophie Dorothée, die Tochter von Abraham Richard (* um 1700), Professor am Collège de Genève.
Seine Geschwister waren die spätere Plantagenbesitzerin Sophie-Adrienne Martinet Larguier des Bancels und der spätere Jurist Jean-Samuel Larguier des Bancels (* 5. Januar 1773; † 22. Mai 1858). Er wurde zwar in Südfrankreich geboren, wuchs dann aber bei seiner Mutter in Genf auf, es waren allerdings keine Hinweise auf eine schweizerische Einbürgerung erkennbar. Er blieb zeit seines Lebens unverheiratet.
Antoine-Frédéric Larguier des Bancels übersiedelte auf Wunsch seines Vaters 1787 auf die Ile de France und beteiligte sich am Überseehandel, den sein Vater und dessen Bruder François Larguier des Bancels aufgebaut hatten; sie handelten mit Baumwolltuch, Reis, Zucker, Tee, Gewürzen und chinesischem Porzellan mit Madras, Pondicherry, Chandernagor und anderen indischen Handelsposten. Nach dem Tod seines Onkels übertrug ihm sein Vater 1790 das Unternehmen und machte ihn als Reeder auch zum Eigner des Handelsschiffs Le Tigre. Antoine-Frédéric Larguier des Bancels setzte die Geschäftsbeziehungen mit den Handelsposten Südwestindiens fort und beteiligte sich vermutlich auch am Sklavenhandel mit Madagaskar und Mosambik.
Als erfolgreicher Kaufmann verschaffte er sich Wohlstand in Port Louis, der Hauptstadt der Ile de France, und sein Ansehen liess ihn am gesellschaftlichen und politischen Leben der Kolonie teilhaben. Nach Ausbruch der Französischen Revolution im Mutterland installierte diese auf der Insel Miliztruppen zu Wasser und zu Land, um gegen die von den Sansculotten verursachten Unruhen vorzugehen. Antoine-Frédéric Larguier des Bancels wurde zum Kommandanten der Artilleriekompanie ernannt und wehrte 1796 die Landung der Abgesandten des Nationalkonvents ab, die gekommen waren, um das Ende der Sklaverei (siehe Code Noir) durchzusetzen, aber unverrichteter Dinge wieder abreisen mussten. Durch diesen Erfolg wurde er zum Hilfsrichter ernannt. 
Er erkrankte vermutlich an Syphilis und wollte diese in Hamburg behandeln lassen. Bei der Überfahrt dorthin verstarb er noch auf See an der Krankheit. Der ihn begleitende Sklave Bastian wurde durch einen Hamburger Verbindungsmann nach Lausanne zu Antoine-Frédérics Bruder Jean-Samuel Larguier des Bancels, Rechtsagent und Kaufmann, später Richter in Lausanne und Präfekt von Nyon, vermittelt und nach zwei Jahren nahm Sophie-Adrienne Larguier des Bancels diesen mit zurück auf die Ile de France.